# Cogollor
Cogollor ist ein Ort und eine Gemeinde (municipio) mit 19 Einwohnern (Stand: 2024) im Zentrum der Provinz Guadalajara in der Autonomen Gemeinschaft Kastilien-La Mancha in Zentralspanien.

## Lage und Klima
Cogollor liegt in einer Höhe von ca. 940 m in der Kulturlandschaft der Alcarria. Die Entfernung zur südwestlich gelegenen Provinzhauptstadt Guadalajara beträgt ca. 32 Kilometer (Fahrtstrecke). Das Klima ist gemäßigt bis warm; Regen (569 mm/Jahr) fällt übers Jahr verteilt.

## Bevölkerungsentwicklung
| Jahr      | 1970 | 1981 | 1991 | 2001 | 2011 | 2021 |
| Einwohner | 131  | 78   | 64   | 43   | 33   | 21   |

## Sehenswürdigkeiten
- Kirche Mariä Himmelfahrt